# Szlarnik cejloński
Szlarnik cejloński (Zosterops ceylonensis) – gatunek małego ptaka z rodziny szlarników (Zosteropidae). Słabo poznany ptak występujący tylko w centralnej i południowej części Sri Lanki, głównie w Prowincji Środkowej. Według IUCN jest gatunkiem najmniejszej troski.

## Systematyka
Pierwszego naukowego opisu taksonu dokonał angielski zoolog Edmund William Hunt Holdsworth, nadając mu nazwę Zosterops ceylonensis. Opis ukazał się w 1872 roku w „Proceedings of the Zoological Society of London”. Autor jako miejsce typowe wskazał Nuwara Elija na Cejlonie. Do opisu dołączona była tablica barwna autorstwa Josepha Smita.
Gatunek monotypowy. Pierwotnie był uważany za gatunek siostrzany ze szlarnikiem indyjskim (Zosterops palpebrosus), jednak badania zaprzeczają temu i sugerują, że szlarnik cejloński był protoplastą wszystkich gatunków z rodzaju Zosterops.

### Etymologia
- Zosterops (Fosterops): gr. ζωστηρ zōstēr, ζωστηρος zōstēros „pas”; ωψ ōps, ωπος ōpos „oko”[11].
- ceylonensis: epitet gatunkowy jest eponimem nawiązującym do miejsca występowania – wyspy Cejlon na Oceanie Indyjskim[12].

## Morfologia
Mały ptak o szpiczastym, lekko zakrzywionym, średnio długim, czarniawym dziobie. Nogi i stopy ciemnoszare. Tęczówki jasnobrązowe. Występuje niewielki dymorfizm płciowy. Obie płcie mają górne części ciała w kolorze od oliwkowozielonego do ciemnego cytrynowego. Głowa oliwkowozielona, wokół oczu średniej wielkości biała obrączka oczna, przerwana z przodu ciemnoszarą plamką, która przechodzi w wąski pasek oczny w kierunku dzioba. Pasek ten okala obwódkę oczną i ciągnie się wąską smugą  w górnej części pokryw usznych. Gardło, podgardle i pierś zielonkawożółte z bardziej żółtym odcieniem w dolnej części. Brzuch i boki szarobiałe, nieco ciemniejsze po bokach. pokrywy podogonowe żółte. Ogon dość krótki. Lotki skrzydeł i sterówki ogona czarnobrązowe z szerokimi ciemnozielonymi brzegami. Samica ma jaśniejsze czoło od samca. Młode osobniki są nieco jaśniejsze od dorosłych i mają węższą obrączkę oczną. Długość ciała 11 cm, masa ciała: samica (jeden zważony osobnik) – 12,6 g.

## Zasięg występowania
Szlarnik cejloński jest endemitem Sri Lanki. Występuje na wzgórzach i w górach centralnej i południowej części wyspy Cejlon. Występuje najczęściej na terenach położonych na wysokości powyżej 1000 m n.p.m., a tylko sporadycznie jest spotykany niżej do 450 m n.p.m. Zasięg występowania (EOO, Extent of Occurrence) według szacunków organizacji BirdLife International obejmuje około 11,4 tys. km².

## Ekologia
Głównym habitatem szlarnika cejlońskiego są górskie lasy tropikalne, obrzeża lasów, plantacje herbaty. Spotykany jest także w ogrodach i na niskich samotnych krzakach. Prawdopodobnie jest gatunkiem osiadłym. Dieta tego gatunku składa się z nektaru, jagód i owadów, szczególnie niewielkich ciem i gąsienic, w szczególności z gatunku Homona coffearia. Długość pokolenia jest określana na 3,5 roku.

### Rozmnażanie
Sezon lęgowy przypada w okresie od lutego do lipca z największą intensywnością w kwietniu, oraz ponownie od sierpnia do września. Gniazdo w kształcie niewielkiej, ale głębokiej miseczki budowane jest przez oboje rodziców. Do jego budowy używają mchu, korzonków, włókien i drobnej trawy. Umieszczone jest na rozwidleniu gałęzi w zakresie wysokości 1–7 m nad ziemią (najczęściej 2–4 m nad ziemią). Gniazdo umieszczane jest zazwyczaj na krzewie herbacianym, na drzewie Grevillea robusta lub jodle (Abies). W lęgu 2, czasami 3 bladoniebiesko-zielone jaja o rozmiarze 16,5 na 12 mm. Brak informacji o okresie inkubacji i czasie przebywania piskląt w gnieździe.

## Status zagrożenia
W Czerwonej księdze gatunków zagrożonych Międzynarodowej Unii Ochrony Przyrody gatunek ten został zaliczony do kategorii LC (ang. Least Concern – najmniejszej troski). Liczebność populacji nie została oszacowana, ale ptak ten jest opisywany jako pospolity. BirdLife International ocenia trend liczebności populacji jako spadkowy z powodu niszczenia i fragmentacji siedlisk.